# Sanche
Sanche is een plaats (freguesia) in de Portugese gemeente Amarante en telt 523 inwoners (2001).